# Juan Manuel Márquez Rodríguez
Juan Manuel Márquez Rodríguez (Santa Fe, La Habana, Cuba, 3 de julio de 1915 - Sierra Maestra, Oriente, Cuba, 15 de diciembre de 1956) fue un político y militar cubano del siglo XX. 

## Orígenes
Nació en Marianao, La Habana, el 3 de julio de 1915, hijo de una maestra y un torcedor de tabaco. Se involucró en las luchas revolucionarias de los años 1930 en Cuba.

## Devenir político
Militó en el Partido Revolucionario Cubano Auténtico, hasta que lo abandonó para incorporarse al Partido Ortodoxo, fundado en 1947.
Márquez se opuso firmemente al Golpe de Estado de 1952 en Cuba. Apoyó moralmente el Asalto al Cuartel Moncada ocurrido el 26 de julio de 1953. 

## Lucha revolucionaria
Tras esto, en 1955, Fidel Castro buscó conocerlo y Márquez se vinculó a su movimiento. Se exilió en México, junto a los demás revolucionarios cubanos y pasó a ser el segundo jefe de la expedición del yate Granma. 
El yate desembarcó en las costas surorientales de Cuba el 2 de diciembre de 1956, pero los expedicionarios fueron sorprendidos por el Ejército cubano tres días después y se dispersaron. 

## Asesinato y homenajes póstumos
Sin saber a dónde ir, Juan Manuel Márquez Rodríguez vagó sólo durante algunos días por la zona, hasta ser capturado y asesinado por el ejército el 15 de diciembre de 1956. Actualmente, el hospital pediátrico de su municipio Marianao lleva su nombre. 